# Pianello del Lario
Pianello del Lario (lombardul: Pianell) település Olaszországban, Lombardia régióban, Como megyében. Lakosainak száma 1063 fő (2023. január 1.). Pianello del Lario Cremia, Dervio, Dongo, Garzeno, Dorio, Musso és Colico községekkel határos.

## Népesség
A település lakossága az elmúlt években az alábbi módon változott:
| Lakosok száma | 1037 | 1028 | 1063 |
|               | 2017 | 2018 | 2023 |

## Híres emberek
- itt született Giancarlo Crosta (1934–2024) olimpiai ezüstérmes, Európa-bajnok olasz evezős
- itt született Renato Bosatta (1938–) olimpiai ezüstérmes, Európa-bajnok olasz evezős